# Bányai Irén (színművész, 1942)
Bányai Irén  (Nagyvárad, 1942. március 31. –) erdélyi magyar színművész.

## Életpálya
„ A marosvásárhelyi Szentgyörgyi István Színművészeti Intézetben végzett 1965-ben, és szülővárosa színházához szerződött. 1968–1969-ben a sepsiszentgyörgyi, 1969-től 1977-ig a temesvári Állami Magyar Színház tagja volt. [1977-1999 között ismét a váradi együttesben játszik nyugdíjazásáig.] Főként a keménységet, határozottságot tanúsító női alakokat elevenítette meg. 1978-ban a sepsiszentgyörgyi első nemzetiségi színházi kollokvium zsűrije a legjobb női alakítás díjával jutalmazta Marin Sorescu Édesanyánk c. drámájában nyújtott teljesítményét”
(In.: Magyar színházművészeti lexikon, Akadémiai Kiadó, Budapest, 1994)

## Szerepei Nagyváradon
- Rossz boszorka (Fehér József (L.Frank Baum nyomán): Oz, a nagy varázsló)
- Belous kisasszony (Nelu Ionescu: A toronyszoba titka)
- Elisabeth Proctor, John felesége (Arthur Miller: Salemi boszorkányok)
- Mary Warren (Arthur Miller: Salemi boszorkányok)
- Ana (Victor Ion Popa: Micsoda zűrzavar)
- Magdalena (Al.Mirodan: A boldogságfelelős)
- Előadó (Tavasztól tavaszig)
- Lavinia, a leánya (Eugene O’Neill: Amerikai Elektra)
- Előadóművészek (Anyám, feleségem, gyermekem)
- Lida (Alexej Arbuzov: Szegény jó Marat)
- Irina (Marin Sorescu: Édesanyánk)
- Ágnes, a felesége (Székely János: Irgalmas hazugság)
- Barátnő (Ion Bãieu: A játék)
- Cica-Mica (Szekernyés László: Trón alatt a király)
- Paálné (Csurka István: Döglött aknák)
- Alma Winemiller (Tennessee Williams: Nyár és füst)
- Rhédey Eszter (Móricz Zsigmond: Úri muri)
- Eleonora, az anya (Slawomir Mrozek: Tangó)
- Cäcilie, kezdetben mint Madame Sommer (Johann Wolfgang Goethe: Stella)
- Zsuzsánna (Méhes György: Az nem igaz, hogy ez igaz!)
- Jessica Tilehouse (Edward Bond: A tenger)
- Mikkamakka (Lázár Ervin: A hétfejű tündér)
- Géraldine kisasszony, társalkodónő (Jean Anouilh: Meghívás a kastélyba)
- Doris (Bernard Slade: Jövőre veled ugyanitt!)
- Műtörténész (Ardi Liives: Az emlékmű)
- Zöldboszorka (Jevgenyij Svarc: A csodálatos jávorfák)
- Lena (Alexandru Kiriþescu: Szarkafészek)
- Margaret (Tennessee Williams: Macska a forró bádogtetőn)
- Kriegsné, Borcay Klára (Zilahy Lajos: Fatornyok)
- A Nő (Fantasztikus történetek)
- Anna (Méhes György: Vagy-vagy)
- Irma (Tauno Yliruusi: Arzén és tea)
- Karola, a felesége (Zilahy Lajos: Tűzmadár)
- Anca (I.L.Caragiale: Egy szerelem balladája (Megtorlás))
- Az új filmcsillag (Gennagyij Mamlin: Ha hívnak a harangok)
- Darja Alekszandrovna Oblonszkij (Dolly) (L. Ny. Tolsztoj: Anna Karenina)
- A felesége (Mihail Sebastian: Játék a boldogsággal)
- Lonka, a felesége (Németh László: Papucshős)
- Paragráfia (Paul Everac: Jaj, a vesém!)
- Shirley Valentine (Willy Russel: Helló, én voltam az anyu!)
- Viola, a sógornője (Szilágyi László – Eisemann Mihály: Tokaji aszú)
- Germaine, a feleség (Louis Verneuil: Végzetes szerelem (Lamberthier úr))
- Macri kisasszony (Lucia Demetrius: Három nemzedék)
- Magda (Iosif Vulcan: István vajda)
- Mary Cavan Tyrone (Eugen O’Neill: Utazás az éjszakába)
- Borbála (Zilahy Lajos: Zenebohócok)
- Kat (Kovách Aladár: Téli zsoltár)
- ÖzvegyVerőczyné (Lengyel Menyhért: Róza néni)
- Dr. Pálos Eszter, orvosnő (Márai Sándor: Kaland)
- Cecilia (Wolfgang Kohlhaase – Rita Zimmer: Hal négyesben)
- Kece Maris (Csemer Géza: Eltörött a hegedűm)
- Katina, Helen házvezetőnője (Peter Shaffer: A szörny ajándéka)
- Ratched nővér (Ken Kesey – Dale Wasserman: Kakukkfészek)
- Magdalene, főnökasszony (Kardos G.György: Villon és barátai)
- Vénasszony (Kárpáti Péter: Akárki)
- Timár Karolin (Csiky Gergely: A nagymama)
- Jente, házasságközvetítő (Hegedűs a háztetőn)
- Özvegyasszony (William Shakespeare: A makrancos hölgy)
- Malvin néni (Heltai Jenő: A Tündérlaki lányok)
- Udvarhölgyek (F. Diósszilágyi Ibolya – Horváth Károly: Tündér Ilona)
- Nő (Aldo Nicolaj: Kétes erények)
- Rucskáné (Tomcsa Sándor: Műtét)
- Mina néni (Móricz Zsigmond: Nem élhetek muzsikaszó nélkül)
- Cs. Bruckner Adelaida (Örkény István: Macskajáték)
- Nagyanya (Ödön von Horváth: Mesél a bécsi erdő)

## Munkái a rendező munkatársaként
- N.R.Nash: Az esőhozó ember
- Ardi Liives: Az emlékmű
- Johann Wolfgang Goethe: Stella